# Vereinfachte Kurzschrift Schultz
Die Vereinfachte Kurzschrift Schultz, auch VKS genannt, ist ein Stenografiesystem, das von Oskar Schultz aus Berlin entwickelt und als Lehrbuch 1958 in 4. Auflage veröffentlicht wurde. Schultz versuchte, die Vorzüge der Deutschen Einheitskurzschrift und die Vorzüge des Systems Stolze-Schrey miteinander zu verbinden, wobei die Übernahmen von Stolze-Schrey weitaus überwiegen.
Sowohl die buchstäblichen Zeichen für die Selbstlaute als auch die Selbstlautsinnbilder für die Andeutung der Selbstlaute am folgenden Mitlaut sind bei der VKS mit dem System Stolze-Schrey völlig identisch. Somit findet auch die Verstärkung des nächsten Mitlautzeichens durch Druck bei den entsprechenden Sinnbildern ihre Anwendung. Unterlängen werden ebenfalls eine ganze Stufe hoch gestellt; sie stehen somit auf der Grundlinie und verlieren ihre Fußschleife.
Die Zeichen für die Mitlaute und Mitlautfolgen in der Vereinfachten Kurzschrift Schultz weichen jedoch zum Teil von der Deutschen Einheitskurzschrift und auch von Stolze-Schrey ab. Bei Mitlautfolgen mit Nachlaut-r werden rechtsrund auslaufende Zeichen gerade geschrieben, gerade auslaufende Zeichen werden nach oben verlängert und links auslaufende Zeichen werden nach unten verlängert; kr erhält ein eigenes Zeichen. Vorlaut-r wird unregelmäßig dargestellt. Der Mitlaut l wird  am Wortanfang und am Anfang des Wortstammes sowie nach Selbstlauten als Schleife geschrieben, was in beiden Fällen auch bei Stolze-Schrey der Fall ist. Die Verwendung des Schleifen-l erfolgt im Gegensatz zu Stolze-Schrey auch nach r. Die Darstellung des Nachlaut-l erfolgt wie bei Stolze-Schrey als Punktschlinge. Die Zeichen für f und v (in VKS Zeichenform wie v in der DEK) sind wie in der Stiefografie identisch.
Die Vereinfachte Kurzschrift Schultz hat etwa 110 Kürzel, also eigene kurze Zeichen für die häufigsten Wörter und Silben. Etliche Kürzel werden für mehrere Wortformen bzw. Silben verwendet, so z. B. die gleiche graphische Form für die Nachsilben „-heit“, „-keit“ und „-tät“. Manche Kürzel werden – wie auch bei der Deutschen Euro-Steno und der Stiefografie – auch für gleich klingende Wörter ohne Unterscheidung der Wortart verwendet; so kommt z. B. das Kürzel für „für“ auch in „führ“, das Kürzel für das Hilfsverb „kann“ auch in „gekannt“ und das Kürzel für die Nachsilbe „-schaft“ auch in „Geschäft“ zur Anwendung.
Die VKS ist in drei Stufen eingeteilt. Die Unterstufe wird als „Allgemeine Verkehrsschrift“, die Mittelstufe als „Büroschrift“ und die Oberstufe als „Redeschrift“ bezeichnet.